# Chantepie
Chantepie település Franciaországban, Ille-et-Vilaine megyében. Lakosainak száma 10 378 fő (2022. január 1.). Chantepie Rennes, Domloup, Noyal-Châtillon-sur-Seiche, Vern-sur-Seiche és Cesson-Sévigné községekkel határos.

## Népesség
A település népességének változása:
| Lakosok száma | 1594 | 3677 | 5898 | 7852 | 10 410 | 10 445 | 10 435 | 10 278 | 10 236 | 10 378 |
|               | 1968 | 1982 | 1990 | 2006 | 2013   | 2015   | 2017   | 2019   | 2020   | 2022   |